# 庫爾西基
50°16′43″N 25°25′31″E / 50.27861°N 25.42528°E
庫爾西基（烏克蘭語：Курсики），是烏克蘭西北部的村莊，隸屬里夫內州的杜布諾區。該村始建於1800年，面積0.15平方公里，海拔高度207米，2001年人口109，人口密度每平方公里751.7人。